# Culture d'Afanasievo

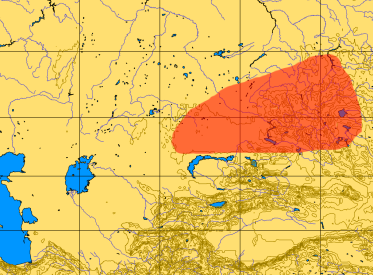
Culture d'Afanasievo, au nord du Tarim, au IIIe millénaire avant l'ère chrétienne. L'ancêtre possible des Tokhariens du Tarim.

Origine de la culture d'Afanasievo, déterminée par les études génétiques récentes, dans le cadre des migrations indo-européennes.

La culture d'Afanasievo (ou d'Afanasevo, d'Afanasyevo) est une culture de Sibérie méridionale, datée de 3300 / 3200 à 2600 / 2400 avant l'ère commune. D'un point de vue archéologique, elle exprime une culture matérielle de l'âge du cuivre.

## Extension géographique
La culture d'Afanasievo est surtout connue par des fouilles réalisées dans la région de Minoussinsk, au sud du Kraï de Krasnoïarsk, en Sibérie méridionale, mais elle est également décelée à l'ouest de la Mongolie, au nord du Xinjiang, à l'Est et au centre du Kazakhstan, avec des connexions ou des extensions au Tadjikistan et dans la région de la mer d'Aral, voire bien plus loin à l'Est du Xinjiang et au-delà, en Chine de l'Ouest, par la culture de Qijia.

## Archéologie
La culture d'Afanasievo est surtout connue à travers ses sépultures, qui comprennent généralement des groupes de tumulus ronds (kourganes) mesurant chacun jusqu'à 12 m de diamètre, où les défunts sont enterrés dans des enceintes coniques ou rectangulaires, souvent en position couchée. Ces sépultures ont une ressemblance remarquable avec celles, beaucoup plus occidentales de la culture Yamna (au nord de la mer Noire), et dans une moindre mesure de la culture des catacombes et de la culture de Poltavka, qui sont toutes considérées comme indo-européennes, et relevant de la culture des kourganes, elle-même considérée par Marija Gimbutas comme la matrice des peuples-indo-européens. Au-delà des sites d'inhumation, on dispose également des traces d'un certain nombre de colonies de peuplement. Les objets en métal (cuivre puis bronze), ainsi que la présence de véhicules à roues sont documentés.
Cette culture joue un rôle important pour l'archéologie de l'Asie orientale, car par son intermédiaire la métallurgie du bronze pourrait avoir été introduite pour la première fois en Chine,. Cependant il faudra surtout attendre la culture de Qijia en Chine, en contact avec le complexe de Seima-Turbino et la culture d'Andronovo qui sont plus tardives dans la steppe, pour voir démarrer l'âge du bronze en Chine. La culture d'Afanasievo maitrisait par ailleurs aussi le travail de l'or et de l'argent.

## Économie
L'économie semble avoir été le pastoralisme semi-nomade, avec l'élevage de bovins, de moutons, de chèvres et de chevaux, complété par la chasse au gibier sauvage. Il est probable que les éleveurs qui se sont déplacés des steppes occidentales vers la région de l'Altaï géraient ensemble des moutons, des chèvres et du bétail. Les moutons domestiqués ont peut-être atteint l'Altaï lorsque les éleveurs de la steppe de l'ouest ont traversé les régions de steppe du nord du Kazakhstan. Là-bas, les chevaux de Przewalski ont été domestiqués localement par les communautés de la sphère culturelle Botaï-Borly entre 3600 et 3100 av. J.-C., qui s'est probablement étendue au sud-ouest de la Sibérie, où la colonie de Novoilinka-III fait écho à une économie de subsistance étroitement axée sur les chevaux.

## Génétique
Plusieurs échantillons d'ADN autosomal provenant des tombes de la culture d'Afanasievo ont pu être étudiés et publiés en 2015, puis en 2018,. Ils révèlent que les génomes de cette population sont remarquablement identiques à ceux de la culture Yamna, contemporaine dans la steppe européenne à plusieurs milliers de kilomètres de là. Cela oblige à considérer désormais que la culture d'Afanasievo est directement issue d'une migration d'un groupe de la culture de Yamna, sans intermédiaire et sans aucun mélange avec d'autres populations. Les haplotypes du chromosome Y de trois hommes ont également pu être déterminés : ils sont tous les trois R1b, dont un R1b M269, soit les mêmes haplotypes que ceux trouvés dans la culture de Yamna. 
Cela a aussi permis de déterminer que la culture d'Andronovo, plus tardive en Asie centrale et avec également de fortes caractéristiques culturelles et anthropologiques indo-européennes, a certes une population génétiquement très proche de celle de la culture d'Afanasievo, mais qu'elle n'en est pas issue. La culture d'Andronovo est en fait issue de la culture de Sintashta, elle-même directement issue d'une migration provenant de la culture de la céramique cordée en Europe du centre-nord, qui est une autre culture indo-européenne également très liée à la culture de Yamna (la population de la culture de la céramique cordée est aussi en grande partie issue génétiquement de celle de la culture de Yamna, mais elle a un faible mélange avec d'autres populations européennes qui lui confèrent une signature génétique qui permet de la différencier des échantillons de la culture de Yamna, et cette signature se retrouve dans les échantillons des cultures de Sintashta et d'Andronovo mais pas dans ceux de la culture d'Afanasievo). La culture d'Andronovo est donc le fruit d'une seconde vague de migration de l'Europe vers l'Asie centrale, indépendante de celle qui avait engendré la culture d'Afanasievo. Les haplotypes Y trouvés dans la culture d'Andronovo le confirment également puisqu'ils sont majoritairement R1a, comme ceux de la culture de la céramique cordée en Europe centrale.
La dispersion précoce des éleveurs Afanasievo en Dzoungarie s'est accompagnée d'un niveau substantiel de mélange génétique avec les populations autochtones locales, un schéma distinct de celui de la formation initiale de la culture Afanasievo dans le sud de la Sibérie.

## Cultures postérieures
La culture d'Afanasievo a disparu en étant progressivement remplacée par la culture d'Okunevo, en grande partie d'origine sibérienne et supposément non indo-européenne. Cette dernière fut elle-même remplacée ensuite par la culture d'Andronovo, qui constitue une nouvelle vague indo-européenne originaire d'Europe , qui serait à l'origine, cette fois de la branche des langues indo-iraniennes.

## Tokhariens
Le caractère tout à la fois ancien, indo-européen et oriental de cette culture en fait un bon candidat au titre d'ancêtre des populations tokhariennes (ou Arśi-Kuči). Ces populations parlaient deux langues indo-européennes apparentées, dans le bassin du Tarim (ouest de la Chine), encore utilisées vers la fin du Ier millénaire de notre ère. Ces populations semblaient descendre du « peuple des momies du Tarim », qui vivait déjà dans le Tarim depuis le début du IIe millénaire avant notre ère. Bernard Sergent écrivait ainsi qu'il y a « quelque consistance [dans] l'idée, défendue par James Mallory, que les Arśi-Kuči sont issus de la culture sibérienne d'Afanasievo, et se sont installés dans la région du Tarim bien avant que ne commence l'expansion vers l'Asie, en provenance des mêmes régions européennes, des locuteurs des langues indo-iraniennes».
Néanmoins, une étude de paléogénétique en 2021 révèle que les momies du Tarim forment un groupe génétiquement isolé, dont les ancêtres auraient occupé la région du lac Baïkal il y a 9 000 ans. Les résultats de l'étude ne corroborent pas les hypothèses antérieures selon lesquelles l'origine de ces momies seraient celle de pasteurs de langue proto-tocharienne, eux-mêmes descendants de populations de la culture d'Afanasievo.
Si le lien entre les momies du Tarim et culture d'Afanasievo, n'a pas été confirmée, l'identification entre culture d'Afanasievo et Tokhariens semble confirmée par une étude génétique (2018)[source insuffisante].